# Jul's Vlinder (Julianatoren)
Jul's Vlinder is een attractie in Julianatoren en is gemaakt door Sunkid Heege. De attractie is een pendelschommel en wordt ook aangeduid als een kleine shuttle-achtbaan.

## Geschiedenis
De attractie werd in 2000 geopend als Butterfly, werd later hernoemd naar Vlinder en heet tegenwoordig Jul's Vlinder.

## Beschrijving attractie
Jul's Vlinder is een kleine achtbaan van het model Butterfly standaard, geschikt voor kinderen en volwassenen. De baan heeft een hoogte van 6,1 meter en een lengte van 21 meter. Er nemen twee bezoekers plaats in het karretje dat heen en weer schommelt over de U-vormige rails en bereikt een maximumsnelheid van 40 km/u.
Het karretje biedt plaats aan maximaal twee personen.
Afbeeldingen